# Torben Kristiansen (fodboldspiller)
 Der er flere personer med dette navn, se Torben Kristiansen.
Torben Kristiansen (født 9. oktober 1952) er en tidligere professionel fodboldspiller (nu zoneterapeut[kilde mangler]), Nivå. Han har bl.a. spillet for KB, FC Svendborg, FC Helsingør, Nivå Gymnastikforening og Karlebo IF, for hvilken han i en alder af 54 senest spillede på førsteholdet i 2006 i en kamp i Serie 2. Dermed blev Torben Kristiansen den eneste fodboldspiller gennem tiderne, der har spillet i samtlige rækker under DBU (lige fra 1. division, der i dag benævnes Superligaen, til Serie 6. I 1988 scorede han 77 mål for Karlebo IF i en enkelt sæson, hvilket medførte optagelse i Guinness Rekordborg.
Torben Kristiansen har tillige virket som folkeskolelærer og fodboldtræner i Nivå.